# I misteri di Osiride - L'albero della vita
L'albero della vita (L'Arbre de vie) è il primo libro della serie I misteri di Osiride, serie scritta da Christian Jacq. È uscito in Francia nel 2003, mentre in Italia è uscito nel 2004 col Corriere della Sera, e nel 2018 sotto la Tre60 con la nuova edizione Lo scriba di Osiride.

## Trama
La tetralogia si svolge nella XII dinastia egizia, nel Medio Regno in Egitto.
La storia inizia con Iker, legato all'albero maestro di un'imbarcazione chiamata il Rapido. Il capitano della nave, il capo di un pugno di banditi, gli spiega che si stanno dirigendo verso il paese di Punt in cerca di ricchezze, ma anche che hanno intenzione di sacrificarlo alla prossima tempesta, ritenendo che ciò gli permetterà di raggiungere la destinazione. Poco dopo, però, un lampo squarcia le nubi e un'onda si abbatte sul Rapido e la distrugge. Rimasto l'unico superstite, Iker approda su una spiaggia, dove incontra un serpente magico che gli parla dell'isola su cui si trova: questa è l'isola del ka, la forza creatrice e linfa dell'universo senza la quale nulla esiste, e il serpente padrone di quell'isola aveva cercato di impedire la fine del suo mondo, avvenuta tramite una stella caduta dall'alto del cielo. Poco dopo Iker viene salvato da un'imbarcazione, il cui capitano lo fa però arrestare accusandolo di essere un ladro e un bandito: il ragazzo viene condotto in un villaggio vicino a Copto, dove riesce a dimostrare la sua innocenza. Riportato al villaggio natale di Medamud, viene a sapere che il suo vecchio maestro scriba è morto da una settimana e il sindaco lo ritiene responsabile della sua morte.
Intanto Medes, sacerdote temporaneo di Abido, viene a sapere della scomparsa di Iker e incarica un falso poliziotto di sbarazzarsi di lui; il ragazzo viene salvato da una famiglia di contadini della provincia della dea Wadjet, e la figlia della famiglia, Piccolo Fiore, sembra interessata al ragazzo, il quale si mette al servizio di un capoagricoltore. Nel frattempo, il faraone Sesostri è intento a riunire sotto il suo stendardo vari governatori guidati dalla cupidigia, di cui sei in particolare. Rivela inoltre al governatore della provincia suo conoscente che l'Egitto è minacciato da un uomo chiamato l'Annunciatore, capace di manipolare la forza di Seth e deciso a fare morire di nuovo Osiride; si scopre anche che l'Albero della Vita dedicato a Osiride e situato ad Abido, nonostante sembri in buone condizioni, è in stato di deperimento a causa degli assalti del mago nero.
Iker inizia a fare la conoscenza di una certa Iside, ma Piccolo Fiore tenta di dissuaderlo dall'amore che egli sembra provare per lei, spiegandole che è una sacerdotessa di Abido. Il giorno dopo Iker scopre un'irregolarità e denuncia il suo disonesto esattore, ma egli si vendica e, con la complicità di Piccolo Fiore, lo fa arrestare e condannare a un anno di lavori forzati. Lì viene assegnato nella squadra dei forni di lavorazione di rame e fa la conoscenza di Sekari, che diverrà suo amico, e del Torvo, che nutrirà invece astio nei suoi confronti. I tre vengono poi trasferiti tra gli altri alle miniere di turchese della dea Hathor, dove sembra che esista un turchese unico e inalterabile il cui recupero equivale alla libertà; molti specialisti si sono però ritirati, ritenendo pericoloso scavarvi una galleria. Tra tutti, l'unico a raccogliere la sfida è Iker, che convince Sekari a seguirlo; l'impresa si rivela dura, ma dopo non pochi giorni di tentativi e sforzi i due riescono a recuperare il turchese prediletto di Hathor e vengono ricompensati con la libertà. Quella stessa notte, però, Shab lo Storpio, un bandito libico al servizio dell'Annunciatore, attacca le miniere e compie una strage: Sekari e Iker riescono a scappare e fuggono nel deserto, mentre il Torvo viene reclutato dall'Annunciatore. I due amici vengono recuperati da alcuni cacciatori che li portano a Khnumhotep, sindaco della provincia dell'Orice, e questi li recluta come soldati per la milizia del suo villaggio che difenderà contro il suo avversario Sesostri.
Mentre il faraone concede varie cariche ai suoi uomini più fidati, l'Annunciatore e la sua banda di fanatici riuniscono tutte le città del Canaan, che si mettono in procinto di attaccare l'Egitto, iniziando dalla cittadina di Sikhem, che si ribella agli egiziani grazie alle tattiche di terrore dell'Annunciatore e seguaci. Il vecchio generale egizio Nesmontu contrattacca distruggendo l'esercito cananeo che ne ha massacrato la guarnigione; ma l'Annunciatore, che aveva previsto questa sconfitta, ha usato l'attacco come prova di forza del Faraone e come sua prossima mossa opta per diffondere la paura nel cuore della società egiziana. Grazie alla dama Teshat, Iker viene trasferito come assistente del responsabile degli archivi della provincia, iniziando a collaborare per scoprire il perché del rapimento di lui nel Rapido. In seguito il giovane viene mandato dalla provincia della Lepre, il cui governatore Gehuty si presenta avverso al faraone Sesostri. Sotto di lui, Iker sembra coronare il suo sogno di apprendista scriba nonostante gli imprevisti e intanto adotta anche un somarello, nonostante i moltissimi pareri contrari a causa dei segni che identificano le creature di Seth, e che chiamerà Vento del Nord. Arrivato alla città di Kahun, Iker fa la conoscenza di un'asiatica di nome Bina, la quale sembra l'unica ad aiutarlo quando egli trova degli indizi che sembrano anche collegare il faraone come responsabile del suo rapimento e tentato omicidio.
Decisa a sedurre Iker, Bina inizia a irretirlo affermando che il faraone sia un tiranno che ha sterminato il suo popolo, e gli consiglia di diventare uno scriba di alto rango così da diventare un personaggio di rilievo per il Faraone, avvicinarsi a lui e assassinarlo. Iker si presenta combattuto tra il suo sogno di diventare scriba e lo scoprire la verità, anche a costo di accondiscendere a tale follia, ma Bina lo assicura che entrambi otterranno la libertà e Iker accetta l'incarico, soprattutto dopo essere sopravvissuto al tentativo d'assassinio da parte del falso poliziotto, che ritiene alleato di Sesostri e che muore per mano misteriosa (rivelatasi Bina stessa). Il faraone intanto decide di tentare di riunire con la diplomazia le province che si stanno rendendo indipendenti, avendo successo con la maggior parte di esse, e al contempo contribuisce al rafforzamento delle protezioni magiche dell'Albero della Vita di Abido.

## Personaggi
- Iker: protagonista della serie, inizia l'avventura legato su una nave che dovrebbe essere diretta verso Punt, nave di cui i marinai hanno intenzione di sacrificarlo in onore al dio Seth, credendo che li proteggerà dalla tempesta che invero li ucciderà tutti. Fuggito, si avvierà nella sua carriera da scriba che tanto agognava, per poi essere coinvolto in un intrigo contro il Faraone.
- Sesostri III: Faraone d'Egitto. Si adopera per riunificare l'intero paese, rimasto diviso dopo il Primo periodo intermedio.
- Sekari: condannato in quanto accusato di aver rubato delle oche, diverrà amico di Iker.
- Iside: sacerdotessa di Abido al servizio di Sesostri.
- Annunciatore: l'antagonista principale della tetralogia. È un potente mago che trama di distruggere l'Egitto e soppiantarlo con il Regno del Male. Malvagio, egoista, ipocrita, la sua è una filosofia maschilista che lo porta a credere che le donne pensino solo a divertirsi, siano brave a mentire e meritino di essere sottomesse dagli uomini e restare chiuse in casa. Si fa aiutare da Shab lo Storpio e comanda un gruppo di fanatici.
- Shab lo Storpio: un libico, servo leale dell'Annunciatore.
- Bina: un'asiatica che si rivelerà al servizio dell'Annunciatore.
- Bega: tesoriere e sacerdote permanente di Abido. Piano piano, si alleerà con l'Annunciatore, in quanto nonostante i suoi sforzi, il posto da lui agognato verrà preso da un altro sacerdote.
- Medes: Uno dei ministri di Sesostri. Ambizioso, ipocrita e insoddisfatto, tramerà nell'ombra per indebolire Sesostri ed impadronirsi della Magia del Faraone. Per questo ricerca l'oro di Punt e tenta in tutti i modi di accedere ad Abido, il luogo sacro per eccellenza. Ha una moglie, affidata al dottor Gua, in quanto sembra affetta da gravi disturbi fisici e mentali.
- Gergu: gaudente incallito e temibile esattore delle imposte al servizio di Medes, che considera la sua anima dannata. Adora bere e ama le donne, che considera oggetti dispensatori di piacere. Ha già divorziato per ben tre volte, tutte a causa della sua violenza. Inoltre, preferisce i viaggi via mare che sulla terraferma, in quanto lo mettono a disagio, ed è molto superstizioso, in quanto non viaggia mai senza una decina di amuleti.
- Sobek: chiamato il Protettore, è un poliziotto del corpo al servizio del Faraone. Verrà nominato responsabile dell'intera polizia del regno.
- Uakha: amministratore della provincia di Wadjet.
- Torvo: operaio forzato dei forni di lavorazione di rame, si rivelerà un antagonista.
- Khnumhotep: governatore della provincia dell'Orice.
- Gehuty: governatore della provincia della Lepre.
- Sehotep: esperto scriba ed erede di una ricca famiglia, possiede un temperamento quasi febbrile, ma non è per nulla amato dai cortigiani. Verrà nominato compagno unico, guardasigilli reale e supervisore di tutte le opere del Faraone.
- Senankh: amante del buon cibo, è invero uno specialista rigoroso delle finanze pubbliche, oltre che un leader intransigente. Possiede una scarsa diplomazia, che lo porta a scontrarsi spesso con gli adulatori e i fannulloni. Verrà nominato Ministro dell'Economia, gran tesoriere del regno a capo della Doppia Casa Bianca.
- Nesmontu: un vecchio generale egizio, estremamente severo e autoritario, già fattosi onore sotto il regno di Amenemhet I. Disposto a qualunque cosa pur di difendere l'Egitto, verrà nominato capo delle forze armate egizie.
- Piccolo Fiore: figlia di una famiglia di agricoltori.
- Teshat: una donna al servizio di Khnumhotep, proverà interessi per Iker, e lo aiuterà nella sua missione.
- Sepi: generale al servizio del suo amico Gehuty.
- Calvo: anziano sacerdote di Abido e maestro di Iside.
- Libanese: un grasso mercante che si allea indirettamente con l'Annunciatore e con Medes.

## Edizioni
- Christian Jacq, I misteri di Osiride - L'albero della vita, traduzione di Maddalena Mendolicchio e Sara Arena, Mantova, Corriere della Sera, 2004,  p. 400.
- Christian Jacq, Lo scriba di Osiride - L'albero della vita, traduzione di Maddalena Mendolicchio e Sara Arena, Mantova, Tre60, 14 giugno 2018,  p. 423, ISBN 978-88-6702-513-8.
- Christian Jacq, Lo scriba di Osiride - L'albero della vita, collana Super TEA, traduzione di Maddalena Mendolicchio e Sara Arena, Milano, TEA, 16 luglio 2020,  p. 432, ISBN 978-88-5025-877-2.